# キヤノン電子テクノロジー
キヤノン電子テクノロジー株式会社（キヤノンでんしテクノロジー、英: Canon Electronics Technology Inc.）は、東京都港区に本社を置く情報処理サービス会社。キヤノン電子の子会社。

## 沿革
- 1970年（昭和45年）4月 - 設立。
- 1990年（平成2年）3月 - 九州支社（現・九州事業部）を設置。
- 1991年（平成3年）7月 - 沖縄支社（現・沖縄事業部）を設置。
- 1995年（平成7年）11月 - 大阪支社（現・関西事業部）を設置。
- 1997年（平成9年）3月 - アジアパシフィックシステム総研株式会社に社名変更。
- 1999年（平成11年）8月 - 株式店頭公開。
- 2002年（平成14年）3月 - コンパックコンピュータ株式会社（現・日本ヒューレット・パッカード）とSIサービス事業全般での戦略提携とプライムSIパートナー契約を締結。
- 2005年（平成17年）
  - 4月 - 事業部制を導入。
  - 10月 - 株式会社フルキャストに対して第三者割当増資を実施。
- 2006年（平成18年）
  - 4月 - 株式会社ソリューション開発を完全子会社化。
  - 8月 - トアーシステム株式会社を完全子会社化。
- 2007年（平成19年）5月 - 株式会社ファッツを吸収合併。
- 2008年（平成20年）
  - 5月 - 日本ヒューレット・パッカードと、無停止を前提としたITインフラストラクチャの設計・構築とHP NonStopサーバ技術者の集約・育成を目的として、日本NonStopイノベーション株式会社を設立。
  - 10月 - キヤノン電子と業務資本提携。
  - 11月 - キヤノン電子が実施した株式公開買付け（TOB）により同社の連結子会社となる。
- 2009年（平成21年）
  - 4月 - トアーシステムを吸収合併。
  - 11月 - 親会社であるキヤノン電子と完全子会社化に関する株式交換契約を締結。
- 2010年（平成22年）
  - 2月 - 株式交換によりキヤノン電子の完全子会社となる。同時に上場廃止。
  - 7月 - 株式会社ソリューション開発を吸収合併。ASPAC株式会社に商号変更。
- 2012年（平成24年）12月 - キヤノン電子テクノロジー株式会社に商号変更。

## 関連子会社
- 日本NonStopイノベーション株式会社